# Distretto di Nagykáta
Il distretto di Nagykáta (in ungherese Nagykátai járás) è un distretto dell'Ungheria, situato nella provincia di Pest.